# Горлиця синьоголова
Горлиця синьоголова (Turtur brehmeri) — вид голубоподібних птахів родини голубових (Columbidae). Мешкає в Західній і Центральній Африці.

## Опис
Довжина птаха становить 25 см, враховуючи довгий хвіст. Виду не притаманний статевий диморфізм. Голова і шия яскраві, сірувато-блакитні. Решта тіла рудувато-коричнева. На крилах райдужні зелені плями. Дзьоб біля основи червонувато-сірий, кінчик тьмяно-зеленуватий. Очі темно-карі, лапи червонуваті.

## Підвиди
Виділяють два підвиди:
- T. b. infelix Peters, JL, 1937 — від Гвінеї і Сьєрра-Леоне до Камеруну;
- T. b. brehmeri (Hartlaub, 1865) — від півдня Камеруну до сходу ДР Конго і північного заходу Анголи.

## Поширення і екологія
Синьоголові горлиці живуть у вологих рівнинних тропічних лісах і в садах. Зустрічаються на висоті до 750 м над рівнем моря.

## Поведінка
Синьоголові горлиці живляться насінням і палими плодами, а також комахами, равликами і личинками. Вони шукають їжу на землі. Гніздяться в заростях поблизу землі або на нижніх гілках дерев, на висоті від 2,5 до 5,5 м над землею. В Камеруні пік розмноження припадає на серпень, у Габоні гніздовий сезон триває з грудня по травень. Гніздо являє собою платформу, зроблену з сухих гілок, корінців і, що незвично для голубів, сухого листя. В кладці 1—2 яйця, пташенята покидають гніздо на 14-й день.

## У неволі
Уперше синьоголових горлиць почали утримувати в Лондонському зоопарку в 1870 рокі, перше розмноження в неволі відбулося в 1950 році. Загалом синьоголових горлиць рідко утримують в неволі.